# Єременко Лілія Миколаївна
Лілія Миколаївна Єременко (*20 травня 1977) — українська телережисерка, заслужений діяч мистецтв України, професор Київського національного університету культури і мистецтв і співзасновниця Київського університету культури.
Здобула освіту в Київському національному університеті культури і мистецтв за спеціальністю «Кіно-, телемистецтво», який закінчила у 2001. З 2003 викладає в КНУКіМ, з 2012 очолює кафедру кіно і телебачення КНУКіМ
Як режисер працювала над проектами загальнонаціональних телеканалів, зокрема таких як «Голос країни» (ТРК «Студія 1+1»), конкурси краси «Міс Україна» та «Міс Україна Всесвіт» (Українська незалежна ТВ-корпорація «Інтер»), фестиваль «Мелодія двох сердець» (Національна телекомпанія України), а також як режисер церемонії нагородження «Людина року» (Національна телекомпанія України), розважальних програм «Сніданок з 1+1» (ТРК «Студія 1+1»), «Чи розумніший ти за п'ятикласника?» (ТОВ «Новий канал»), «Зірка караоке» (ТОВ «Новий канал»), «Танці з зірками» (ТОВ «Новий канал»), Всеукраїнського телевізійного дитячого конкурсу «Крок до зірок», шоу «Наша пісня», концертних програм КНУКіМ до Міжнародного дня Матері «Мамо, вічна і кохана» та Шевченківського вечора «Ми — діти твої, Україно!», а також окремих гала-концертів артистів і творчих вечорів. У 2008 отримала почесне звання «Заслужений діяч мистецтв України»
Є співзасновницею (разом із О. Поплавським — сином М. Поплавського) ТОВ «Укрконцерт», а також бенефіціаром Приватного навчального закладу «Київський університет культури»